# Dragan Mance

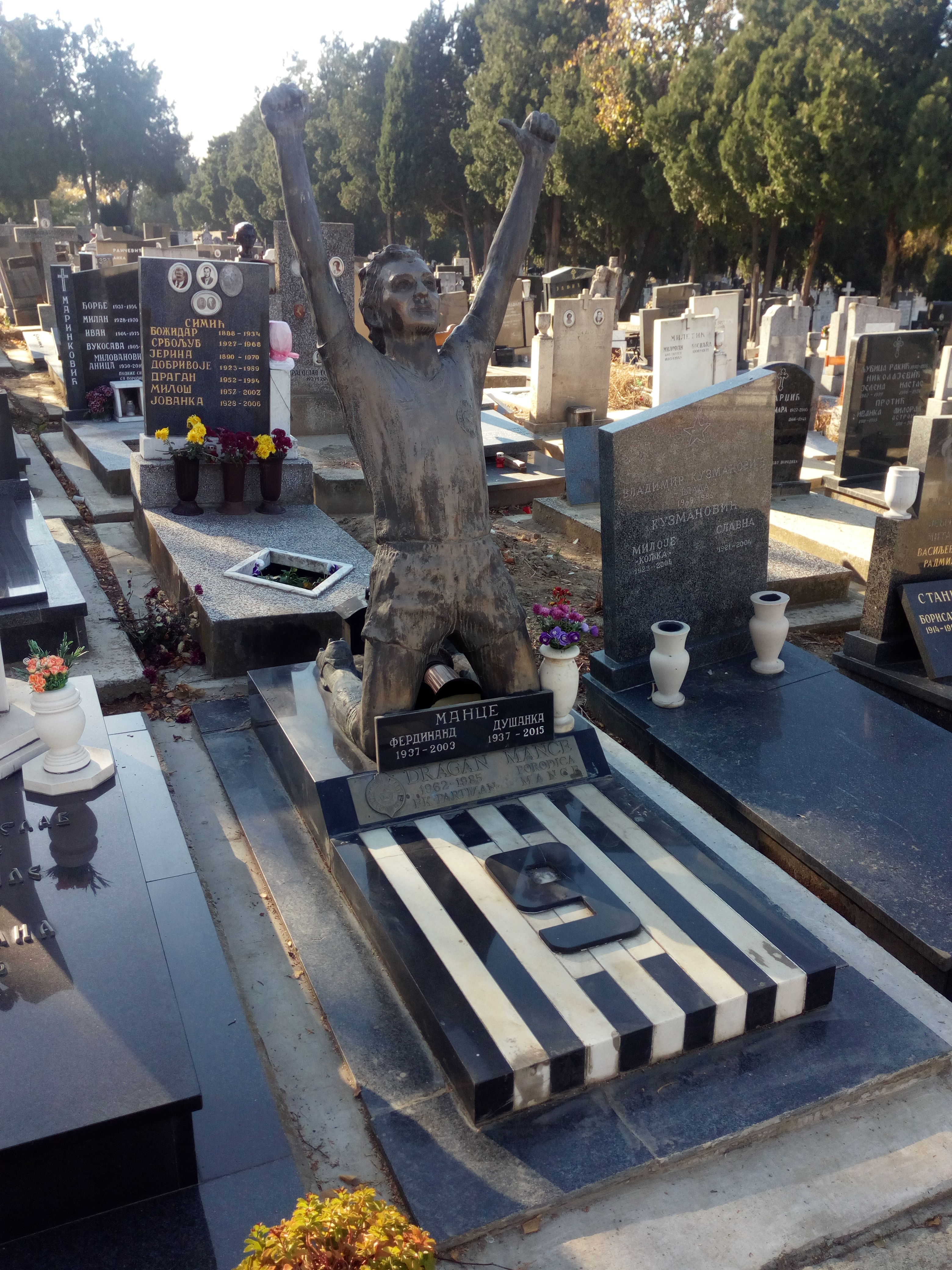
Das Grab Dragan Mancets in Novi Grob bei Belgrad.

Dragan Mance (serbisch-kyrillisch Драган Манце; * 26. September 1962 in Belgrad; † 3. September 1985 ebenda) war ein jugoslawischer Fußballspieler.
Er begann seine Karriere als Jugendspieler beim Verein FK Zemun. 1980 wechselte er zu Partizan Belgrad, wo er in 117 Ligaspielen 42 Tore schoss und mit dem Verein 1983 die Meisterschaft gewann. Für das jugoslawische Nationalteam bestritt er vier Spiele. Er starb mit 23 Jahren bei einem Verkehrsunfall. Er gilt heute als einer der größten Legenden des jugoslawischen Fußballs sowie in der Geschichte von Partizan Belgrad.